# Dagebüll

COA

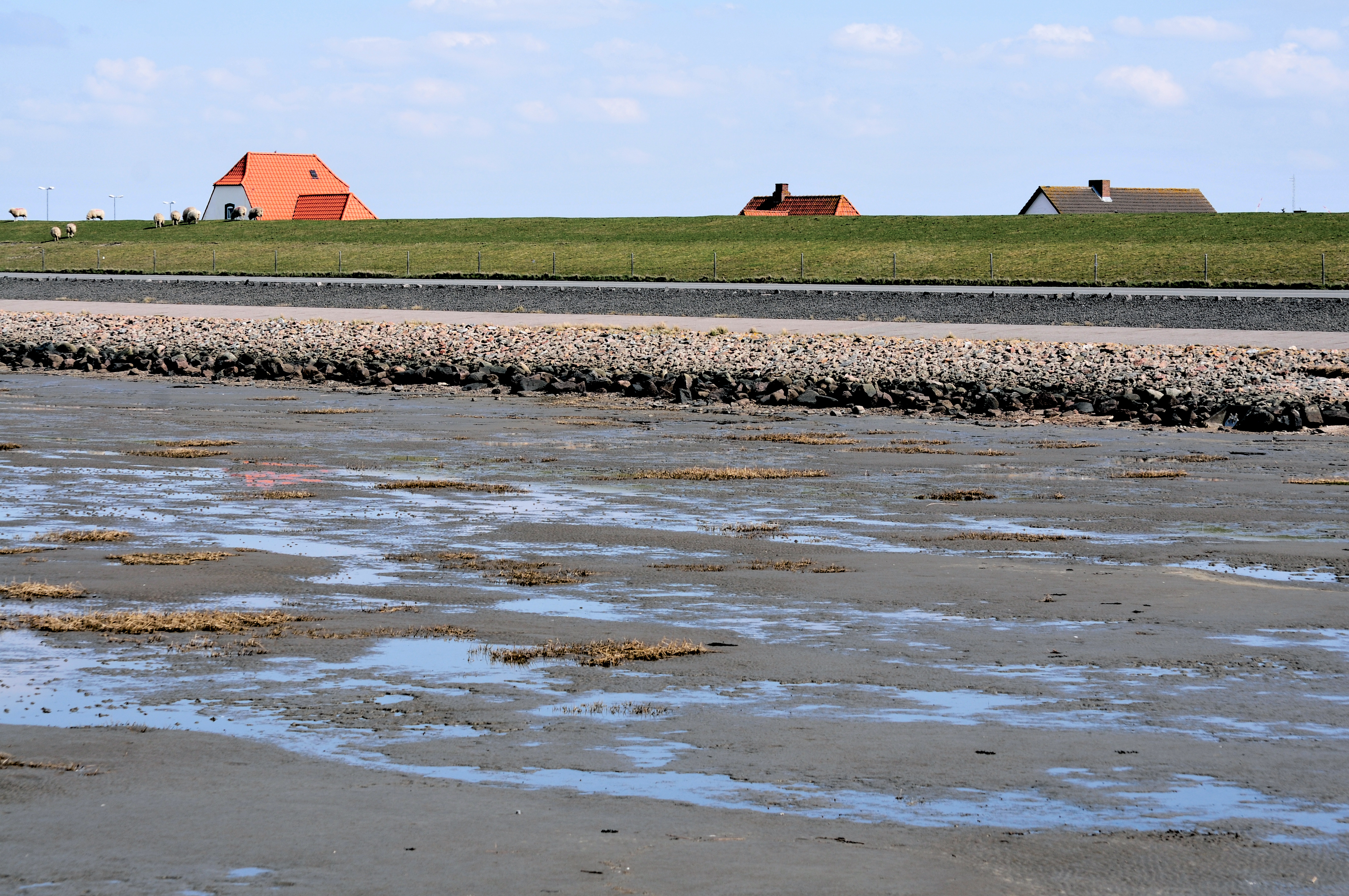
Vista de Dagebüll

Dagebüll (mooring Doogebel, danès Dagebøl) és una ciutat del districte de Nordfriesland, dins l'Amt Südtondern, a l'estat alemany de Slesvig-Holstein. Havia format part de l'antic Amt Bökingharde.
El municipi actual va ser creat el 1978 per la fusió dels municipis de Fahretoft, Juliane-Marien-Koog i Waygaard. Dagebüll solia ser una Halligen, les cases més antigues van ser construïdes sobre turons artificials d'habitatge, que en algunes parts encara es poden veure avui en dia. El 1704 l'àrea va ser assegurada per dics i el 1727 ja formà part del continent.
És un de mants municipis amb el sufix -büll en el nom, que és d'origen danès -bøl i que significa ‘casa, habitatge’, la primera part sol ser un nom de persona. Sovint són assentaments nous que al segle x és van crear a partir d'un poble veí més antic.